# Onze-Lieve-Vrouwekerk (Münster)
De Onze-Lieve-Vrouwekerk of Onze-Lieve-Vrouwe-Overwaterkerk (Duits: Liebfrauen-Überwasserkirche) is een gotisch kerkgebouw in de Duitse stad Münster. De toevoeging "Overwater" is te danken aan het feit dat de kerk westelijk van de Sint-Paulusdom aan de overzijde van het riviertje de Aa gelegen is. Na de Paulusdom is de Onze-Lieve-Vrouwekerk de oudste kerk van de stad.

## Geschiedenis
Aan de Overwaterkerk gingen twee oudere kerken uit de 12e en 13e eeuw voor.
Het eerste godshuis werd in 1032-1042 samen met een klooster voor adellijke dames als stift opgericht. De wijding vond plaats op 29 december 1040 ter ere van Maria-Geboorte. - ad Beatam Mariam Virginem sub Titulo Nativitatis - in het bijzijn van Hendrik de Vrome en talrijke rijksvorsten en een groot aantal bisschoppen. Het met de kerk verbonden stift diende als onderwijs- en zorgcentrum voor aristocratische vrouwen. Tot 1460 moest de abdis van hoge adel zijn. De invloed van de bisschoppen was ten aanzien van het stift niet onbeperkt. Als het religieuze leven verslapte, trachtten de bisschoppen steeds weer het stift te integreren in een kloostergemeenschap, maar het haalde meestal niets uit.
Een brand in 1071 verwoestte de eerste kerk. Bij de verovering van de stad in 1121 door de toenmalige hertog en latere keizer Lotharius van Süpplingenburg zou de kerk zeer geleden hebben, veel is daar echter niet van bekend. De huidige kerk werd in de jaren 1375-1450 gebouwd. De bouwperiode van de toren overspande de periode van 1363 tot waarschijnlijk begin 15e eeuw.
Tijdens de dictatuur van de wederdopers in Münster (1534-1535) werd de spits van de toren neergehaald. Op de afgeplatte top van de toren werden kanonnen gestationeerd om de stad beter te kunnen verdedigen. Tegelijkertijd werden de waardevolle stenen beelden (1363-1374) van het westelijke portaal voor hetzelfde doel gesloopt en ter versteviging van de stadsmuren gebruikt. In 1898 werden de beelden bij opgravingen weer gevonden. Sindsdien bevinden de beelden zich in het Landesmuseum.. Na de verdrijving van de wederdopers uit Münster werd de torenspits weer hersteld, maar een orkaan in het jaar 1704 verwoestte de spits opnieuw. Daarna volgde geen herbouw meer.
Het stift, dat tijdens het Rijk van de Wederdopers tijdelijk was opgeheven, herstelde zich daarna, maar werd uiteindelijk met pauselijke goedkeuring in 1773 opgeheven.

## Recente geschiedenis
In de Tweede Wereldoorlog werd de kerk opnieuw zwaar getroffen. Een voltreffer van een bom vernietigde de gewelven van het koor en delen van de muren stortten in. Daarbij werd de zuidelijk gelegen sacristie volledig verwoest. Enkele middenschip- en zijbeukgewelven stortten eveneens in en de toren brandde uit. Later zakte nog het oostelijk deel van het kerkschip in. Desondanks bleek nog zoveel van de kerk behouden, dat herbouw mogelijk was en in 1958 met succes kon worden afgesloten.
In 1968 werd het interieur van de kerk gerestaureerd en sinds 1972 bezit de kerk ook weer een orgel. Tussen 1976 en 1983 werd de toren gerenoveerd. Eind jaren 70 werd een daling van het grondwaterpeil vastgesteld, waardoor de houten funderingspalen begonnen uit te drogen. Technische maatregelen konden de dreiging van destabilisering van het bouwwerk voorkomen. In de jaren 1980-1982 konden de fundamenten van de kerk worden vernieuwd.
Een onderzoek in juli 1998 dat volgde op het neervallen van een steen van de 64,50 meter hoge toren wees nieuwe schade uit. Men ontdekte dat veel stenen en pinakels los in het muurwerk hingen en een grondige sanering van de toren bleek vereist. Er werd vrijwel onmiddellijk begonnen met de restauratie. In het voorjaar van 2001 werden de werkzaamheden beëindigd.

## Afbeeldingen

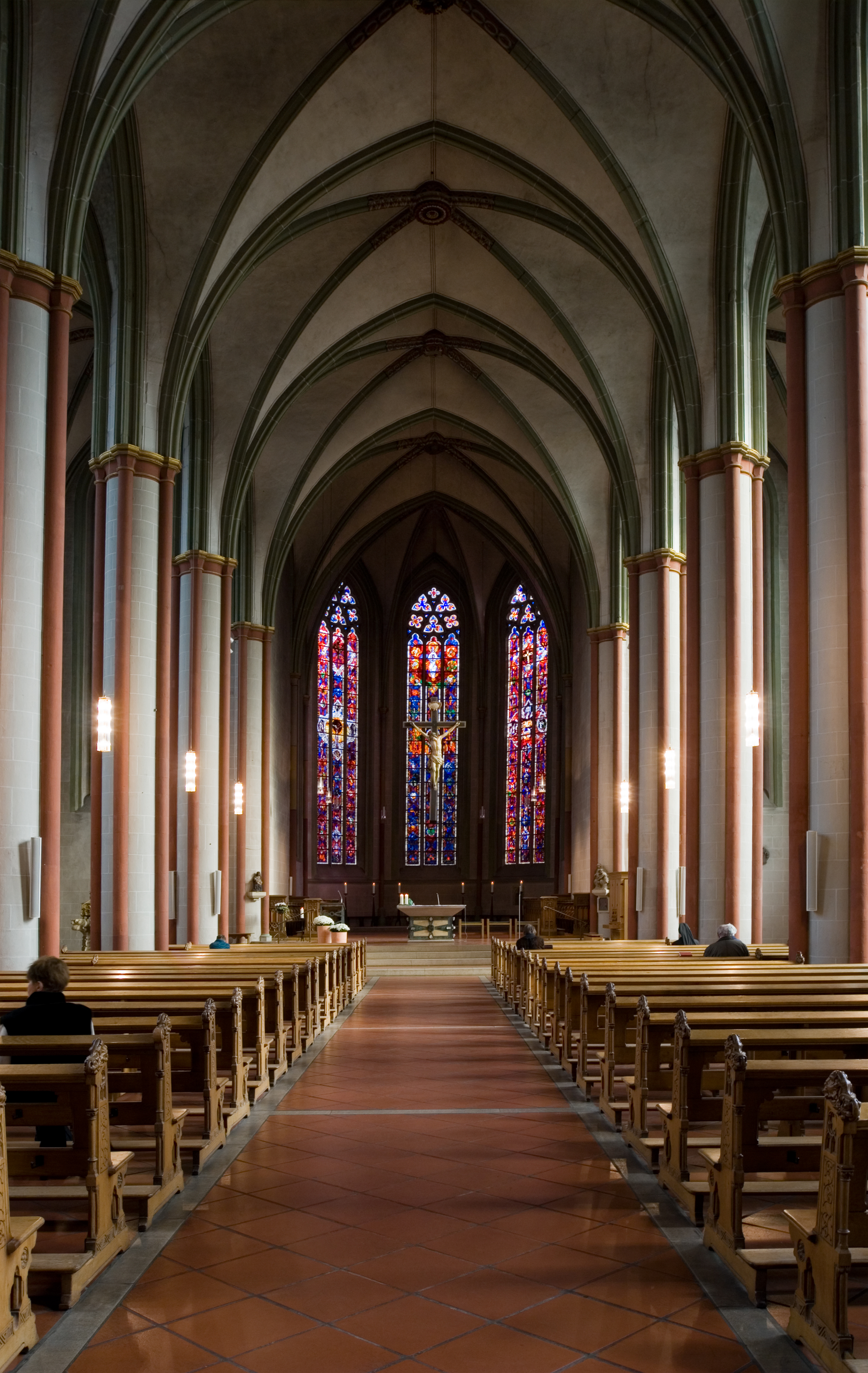
Interieur
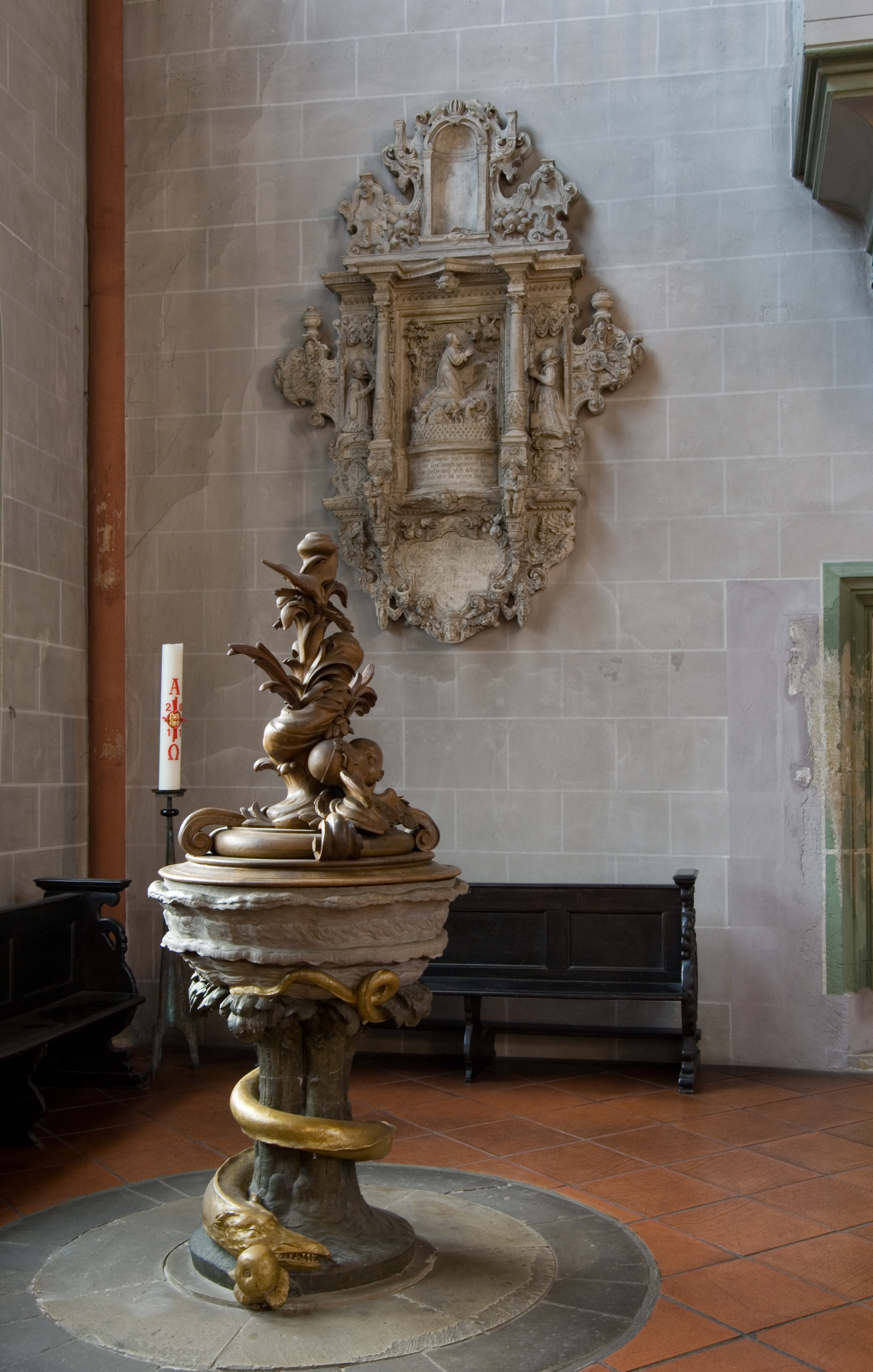
Doopbekken
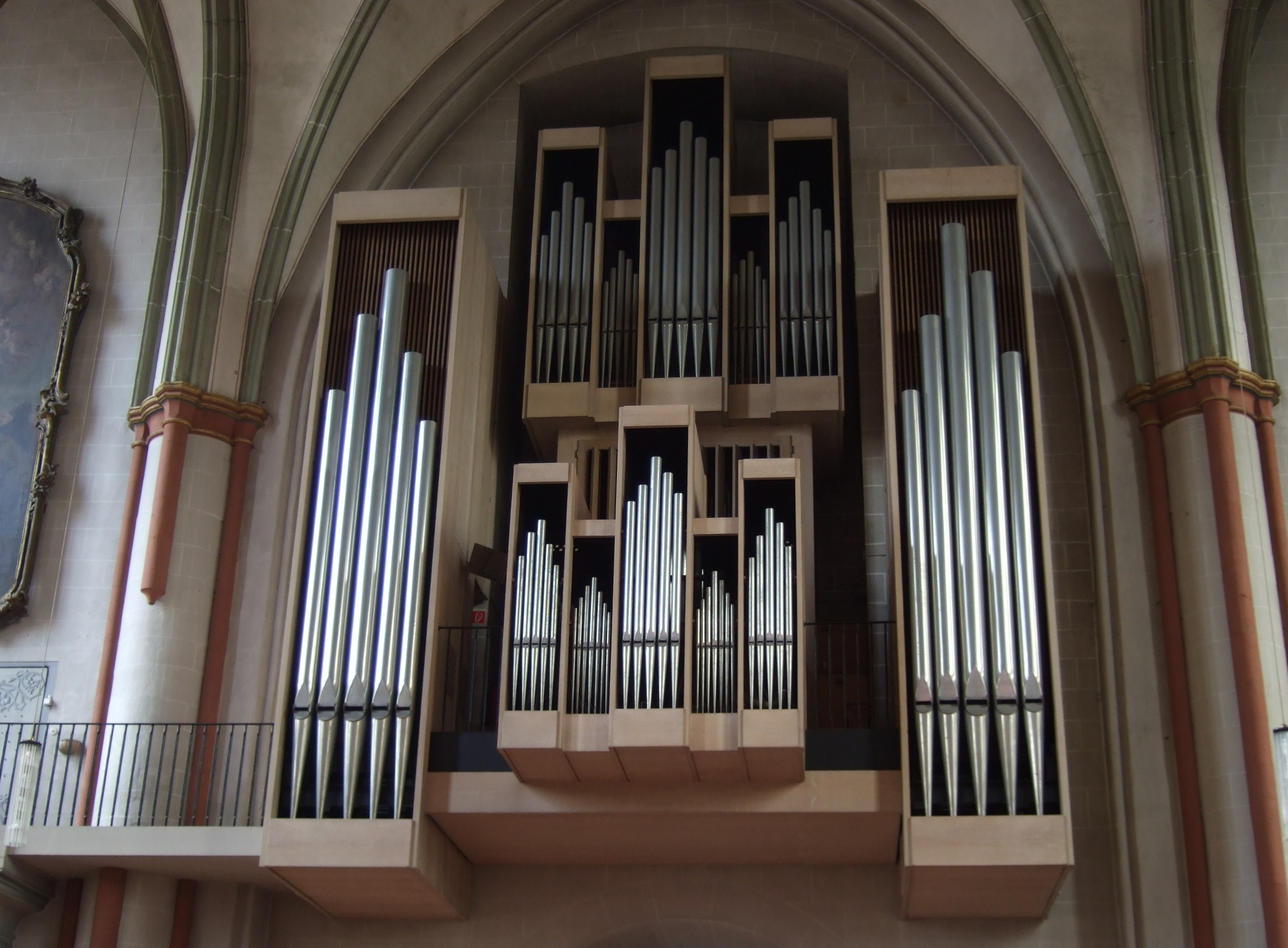
Orgel
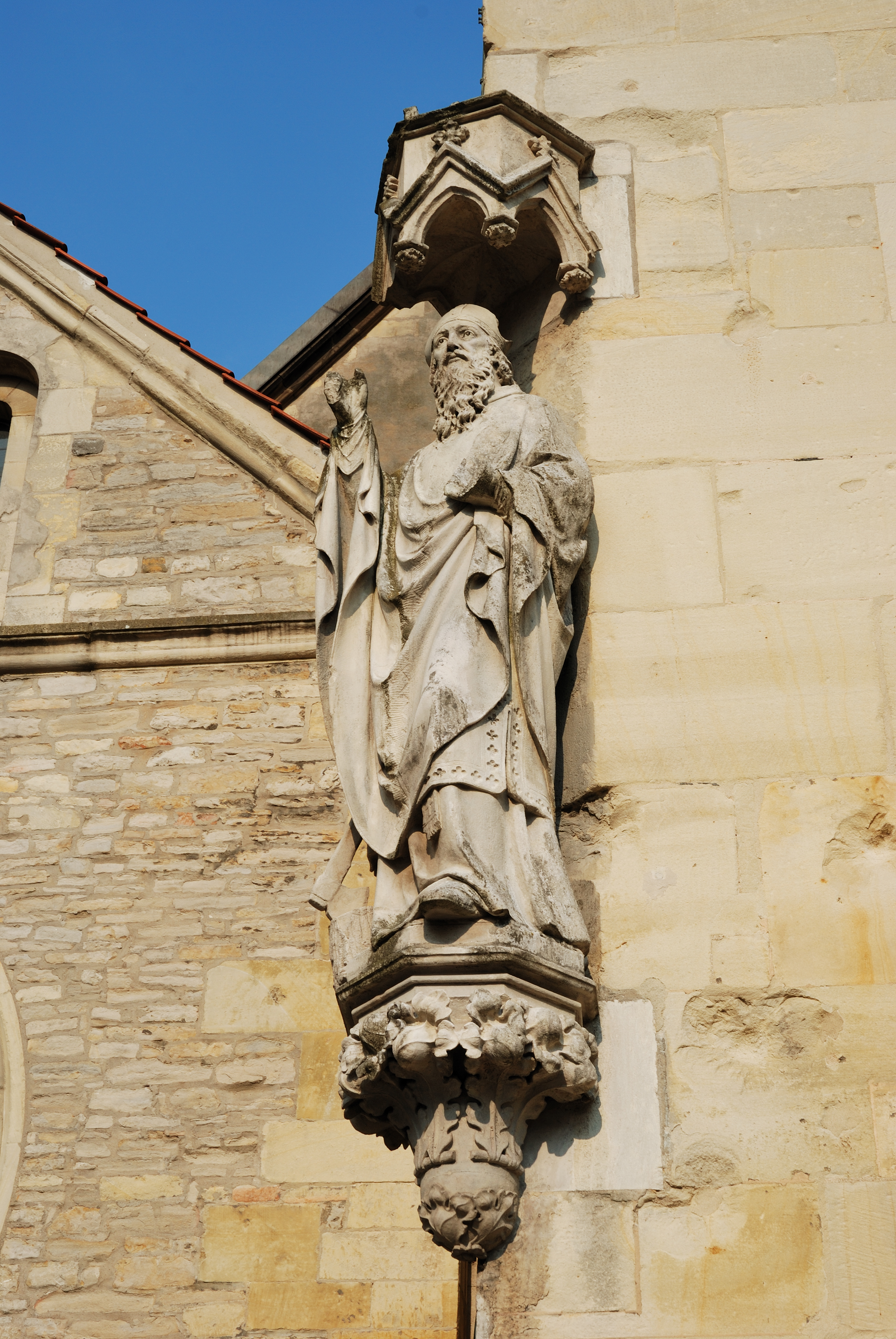
Muurbeeld aan de zuidwesthoek
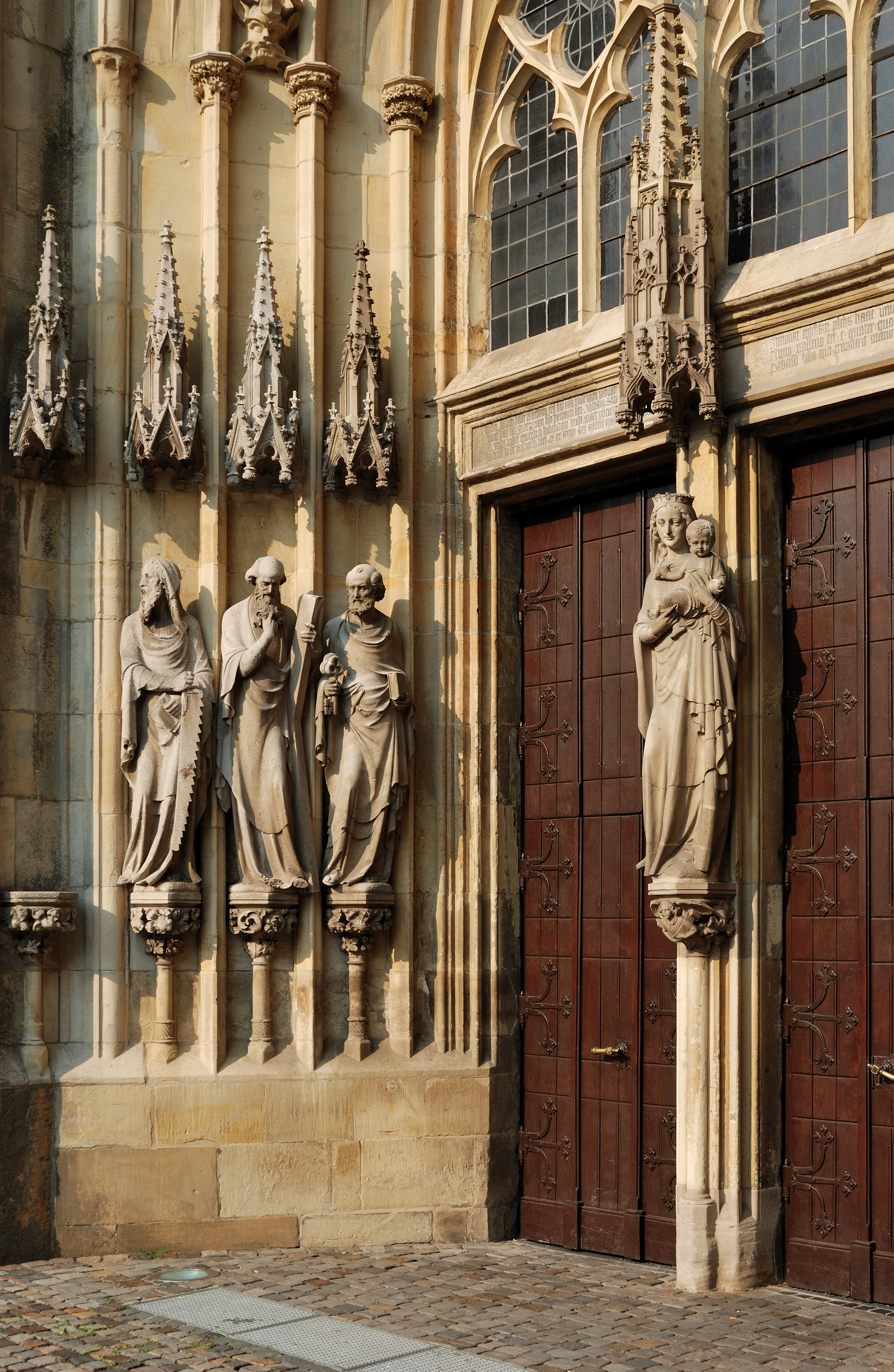
Portaalbeelden